# Route Adélie de Vitré 2023
De 27e editie van de wielerwedstrijd Route Adélie de Vitré vond plaats op 31 maart 2023. Start en finish lagen in Vitré. Deze editie werd gewonnen door de Noor Fredrik Dversnes. Hij had een voorsprong van vijf seconden op Kévin Vauquelin bij de finish. Louis Barré eindigde als derde. Oud-winnaar van deze race Bryan Coquard eindigde als vijfde. Hij won deze race in 2014 en 2016.
De race was onderdeel van de UCI Europe Tour en de Coupe de France.

## Uitslag
| Plaats  | Naam                 | Ploeg                            | tijd     |
| ------- | -------------------- | -------------------------------- | -------- |
| Winnaar | Fredrik Dversnes     | Uno-X Pro Cycling Team           | 4u44'56" |
| 2       | Kévin Vauquelin      | Arkéa-Samsic                     | +5"      |
| 3       | Louis Barré          | Arkéa-Samsic                     | +43"     |
| 4       | Nicolas Debeaumarché | Saint Michel-Mavic-Auber 93      | z.t.     |
| 5       | Bryan Coquard        | Cofidis                          | z.t.     |
| 6       | Luca Mozzato         | Arkéa-Samsic                     | z.t.     |
| 7       | Maxime Jarnet        | Go Sport-Roubaix Lille Métropole | z.t.     |
| 8       | Clément Alleno       | Burgos-BH                        | z.t.     |
| 9       | Clément Venturini    | AG2R-Citroën                     | z.t.     |
| 10      | Tord Gudmestad       | Uno-X Pro Cycling Team           | z.t.     |

1976 · 1977 · 1978 ·  1979 · 1980 · 1981 · 1982 · 1983 · 1984 · 1985 · 1986 · 1987 · 1988 · 1989 · 1990 · 1991 · 1992 · 1993 · 1994 · 1995 · 1996 · 1997 · 1998 · 1999 · 2000 · 2001 · 2002 · 2003 · 2004 · 2005 · 2006 · 2007 · 2008 · 2009 · 2010 · 2011 · 2012 · 2013 · 2014 · 2015 · 2016 · 2017 · 2018 · 2019 · 2020 · 2021 · 2022 · 2023 · 2024